# ロード島の要塞
『ロード島の要塞』（ろーどとうのようさい、原題 伊：Il colosso di Rodi、英：The Colossus of Rhodes）は1961年製作のイタリア映画、「ソード&サンダル」と呼ばれる歴史劇の一本であり、後にマカロニ・ウェスタンの代表的作家となるセルジオ・レオーネの監督としての初クレジット作品である。
ロードス島にかつて実在したとされる世界の七不思議のひとつ、《ロドス島の巨像》の伝説と島を襲った大地震の史実に基づいており、またMGMが製作、配給を手がけたために他の｢剣とサンダル｣映画と比して圧倒的に潤沢な予算を背景とした豪華なセット、撮影規模が見所となっている。

## ストーリー
紀元前280年、ギリシャ軍の勇敢な戦士ダリオスは叔父のリシポを訪ねるためにロードス島にやってきた。折しもロードス島はギリシャの敵国であるフェニキアの脅威が迫っており、その港には守護神アポロンを模した巨像が今まさに完成しようとしていた。除幕式の日、ロードス王セルセの命を狙う者があったが、暗殺者は側近の手に寄って討ち果たされた。島を覆う不穏な空気を感じたダリオスは、王宮で知り合った娘ディアラの魅力に翻弄される中で、王国に、そして巨像にまつわる陰謀に巻き込まれていく事となる...。

## キャスト
- ダリオス(アテネの勇敢な戦士)　：　ロリー・カルホーン
- ディアラ(カレーテの娘)　：　レア・マッサリ
- ペリオクレス(反政府軍のリーダー)　：　ジョルジュ・マルシャル
- タール(ロード島宰相)　：　コンラード・サルマルティン
- ミルテ(反政府ゲリラの一員)　：　メーベル・カー
- リシポ(ダリオスの伯父)　：　ホルヘ・リガウド
- セルセ(ロード島国王)　：　ロベルト・カマルディエル
- カレーテ(巨像の建築家)　：　フェリックス・フェルナンデス